# Moonlight (Aquaristik)
Moonlights sind in der Aquaristik eingesetzte Effektbeleuchtungen, die ein schwaches, bläulich-kaltes Mondlicht simulieren sollen. Sie werden durch blaue LEDs oder Kaltkathodenröhren geringer Leistung realisiert. Für große Aquarien werden spezielle Leuchtstoffröhren mit schmalbandigem blauen Licht verwendet. 
Die Moonlight-Beleuchtung ermöglicht die Beobachtung nachtaktiver Aquarientiere nach Abschaltung der Hauptbeleuchtung. Sie wird außerdem zunehmend aus ästhetischen Beweggründen eingesetzt und soll einen positiven Einfluss auf das Nachtverhalten von Aquarienfischen haben.